# 科秋賓奇基
48°57′29″N 26°9′33″E / 48.95806°N 26.15917°E
科秋賓奇基（烏克蘭語：Коцюбинчики），是烏克蘭的村落，位於該國西部捷爾諾波爾州，由喬爾特基夫區負責管轄，始建於1648年，面積4.26平方公里，2014年人口526，人口密度每平方公里139.5人。